# Lepilaena
Lepilaena J.Drumm. ex Harv. – rodzaj jednorocznych lub kilkuletnich hydrogeofitów, należący do rodziny rdestnicowatych (Potamogetonaceae), obejmujący 6 gatunków występujących w południowej i wschodniej Australii i Nowej Zelandii, zasiedlających wody słodkie i brachiczne.

## Morfologia
PokrójZanurzone rośliny wodne.
ŁodygaSmukłe kłącze, często rozgałęzione, osiągające długość 1 metra.
LiścieUlistnienie naprzemianległe, rzadziej naprzeciwległe. Liście jednożyłkowe, tworzące uszkowatą lub języczkowatą pochwę.
KwiatyRośliny jednopienne lub dwupienne. Kwiaty zwykle jednopłciowe, wyrastające pachwinowo pojedynczo lub kilka. Kwiaty męskie ze zredukowanym okwiatem złożonym z 3 łuskowatych listków i pojedynczym pręcikiem. Kwiaty żeńskie z okwiatem złożonym z 3 błoniastych listków i 3 słupków o niesymetrycznych, cylindrycznych lub lejkowatych znamionach.

## Systematyka
Pozycja według Angiosperm Phylogeny Website (aktualizowany system APG IV z 2016)Rodzaj należy do rodziny rdestnicowatych (Potamogetonaceae Dumort.), rzędu żabieńcowców (Alismatales Dumort.), w kladzie jednoliściennych (monocots).
Gatunki
- Lepilaena australis J.Drumm. ex Harv.
- Lepilaena bilocularis Kirk
- Lepilaena cylindrocarpa (Körn. ex Müll.Stuttg.) Benth.
- Lepilaena marina E.L.Robertson
- Lepilaena patentifolia E.L.Robertson
- Lepilaena preissii (Lehm.) F.Muell.

## Zagrożenie i ochrona
Dwa gatunki Lepilaena zostały ujęte w Czerwonej księdze gatunków zagrożonych, ze statusem DD (niedostatecznie rozpoznane) : Lepilaena australis i Lepilaena marina. Uważa się, że rośliny te są zagrożone utratą siedlisk, związaną z rozwojem obszarów miejskich i rekultywacją brzegów morskich.